# Tòtil ibèric
El tòtil ibèric (Alytes cisternasii) és una espècie d'amfibi anur de la família Discoglossidae endèmica de la meitat oest de la península Ibèrica.
Està amenaçada d'extinció per la pèrdua del seu hàbitat natural.